# باشگاه فوتسال زنان استقلال تهران
باشگاه فوتسال زنان استقلال یک باشگاه فوتسال زنان در تهران،ایران است که در سال ۱۴۰۴ بنیان‌گذاری شد، این باشگاه هم‌اکنون در لیگ برتر فوتسال زنان ایران فعالیت می‌کند و یکی از رشته های ورزشی زیر مجموعه باشگاه فرهنگی و ورزشی استقلال محسوب می شود.

## پیشینه
پس از الزام فدراسیون فوتبال ایران توسط فیفا و کنفدراسیون فوتبال آسیا برای صدور مجوز حرفه ای باشگاه های فوتبال ایران یکی از شروط اعلامی این نهاد های ورزشی فوتبالی جهت اخذ مجوز حرفه ای باشگاه ها را تشکیل باشگاه های ورزشی زنان در رشته های مختلف به ویژه تشکیل باشگاه های ورزشی فوتبال، فوتسال و فوتبال ساحلی اعلام شد که براساس این قانون فدراسیون فوتبال ایران در سال ۱۴۰۳ یکی از شروط اخذ مجوز حرفه ای باشگاه های فوتبال در ایران به وسیله سازمان لیگ و فدراسیون فوتبال ایران را تشکیل باشگاه های مختلف ورزشی در حوزه زنان اعلام کرد که در این راستا در میان باشگاه های فوتبال ایران یکی از تیم های حاضر در ایران لیگ،استقلال تهران مانند سایر باشگاه ها پس از احیاء باشگاه های فوتبال و بسکتبال زنان استقلال تهران بعد از انقلاب ۱۳۵۷ در مرحله بعد باشگاه فوتسال زنان استقلال تهران را در سال ۱۴۰۴ تشکیل داد.